# Haverhill, New Hampshire
Haverhill, kommun (town) i Grafton County, New Hampshire, USA som hade 4 697 invånare år 2010. Haverhill är huvudort (county seat) för Grafton County.